# Clube Atlético Lemense
Clube Atlético Lemense é um clube brasileiro de futebol da cidade de Leme, interior do Estado de São Paulo. Foi fundado em 4 de outubro de 2005 para ocupar o espaço deixado pela extinção do Esporte Clube Lemense.
O clube encontra-se licenciado desde 2016.

## História
Na década de 2000, o Esporte Clube Lemense passou por uma crise e, com o seu afastamento das competições organizadas pela Federação Paulista de Futebol, em 2004, a cidade de Leme, fanática por futebol, ficou sem um time para torcer. Para ocupar este espaço, foi fundado, no dia 4 de novembro de 2005, o Clube Atlético Lemense, com as mesmas cores e quase o mesmo nome do antigo clube de 1915.
A identificação da população lemense foi imediata, tanto que a torcida organizada “Os Persistentes”, que ao longo dos anos apoiou fielmente o antigo Esporte Clube Lemense, logo se transferiu para o clube substituto. E esses torcedores estão ao lado do Clube Atlético Lemense desde a estreia em competições profissionais, na disputa da Série B, em 2005.
Em 2006, o clube da Quarta Divisão do Paulista terminou em 7º Lugar. Nas categorias  de base  disputou a Segunda Divisão do Sub-20 e conseguiu o Vice-Campeonato, perdendo para a equipe do Campinas FC. Em 2007 ficou ainda mais próximo do sonhado acesso e terminou na quinta posição (subiram os 4 primeiros).
No fim de 2014, o Lemense fechou uma parceria com o Guaratinguetá, a diretoria que acabara de ser apresentada, foi trocada por uma nova trazida pelos novos investidores, o treinador que seria Wilson Júnior deu lugar a João Telê Santana, e novos atletas chegaram. Meses depois A parceria não durou muito E o clube foi repassado para Domilson de Araujo Carneiro.

## Maiores rivalidades

### Lemense x União São João
Um dos maiores rivais do Lemense é o time da vizinha Araras, o União São João. Hoje, a rivalidade perdeu um pouco a força devido ao fato de há muito tempo os dois times disputarem divisões diferentes. Em 2007, 2008 e 2009, o Lemense no Campeonato Paulista da Quarta Divisão e o União no Campeonato Paulista da Segunda Divisão (Série A-2). Ainda assim, a rivalidade permanece, pois as cidades serem geograficamente muito próximas.

### Lemense x Independente
Outro importante jogo para os torcedores de Leme é Lemense x Independente Futebol Clube da cidade de Limeira. Os dois clubes sempre fazem grandes confrontos, inclusive com lamentáveis brigas entre as torcidas. 

### Lemense x Pirassununguense
Contra o Pirassununguense, time da vizinha Pirassununga, o Lemense já fez grandes confrontos. Com alguns hiatos devido a não participação em alguns campeonatos, a rivalidade perdeu um pouco a força. Com a volta da disputa do Campeonato Paulista da Série B, as partidas disputadas estão voltando a ser um costume entre os times.

## Estatísticas

### Participações
| Competição                            | Temporadas | Melhor campanha     | Anos                        | A | R |  |
| Campeonato Paulista - Série A3        | 2          | 12º colocado (2010) | 2010-2011                   | – | 1 |  |
| Campeonato Paulista - Segunda Divisão | 8          | 3º colocado (2009)  | 2006-2009, 2012 e 2014-2016 | 1 |   |  |

### Últimas dez temporadas
Legenda:
| Campeão Vice-campeão Eliminado nas semifinais | Classificado à fase de grupos da Copa Libertadores Classificado à fase preliminar da Copa Libertadores Classificado à Copa Sul-Americana | Campeão do Campeonato do Interior Rebaixado à divisão inferior Campeão e promovido à divisão superior Vice-campeão e/ou promovido à divisão superior |